# Arenophryne xiphorhyncha
Arenophryne xiphorhyncha é uma espécie de anfíbio anuro da família Myobatrachidae. Está presente na Austrália. Não foi ainda avaliada pela UICN.